# Лебединец, Иван Вадимович
Иван Вадимович Лебединец (род. 5 февраля 1984, Ленинград) — российский хоккеист, нападающий. Тренер.

## Биография
После дебютного матча в первенстве России за «Кристалл» Электросталь в первой лиге 1999/2000 провёл четыре сезона в «СКА-2» СПб. 30 октября и 1 ноября сыграл два гостевых матча за СКА в Суперлиге. В сезонах 2003/04 — 2006/07 выступал за «Спартак» СПб, в сезоне 2005/06 провёл 14 игр за швейцарский клуб «Мартиньи». Играл за «Комбат» (2006/07), эстонский «Виру Спутник» (2010/11).
Тренер в команде МХЛ МХК «Динамо» СПб (2013/14 — 2014/15). Затем — детский тренер в клубах Санкт-Петербурга.